# Ilhas Batu

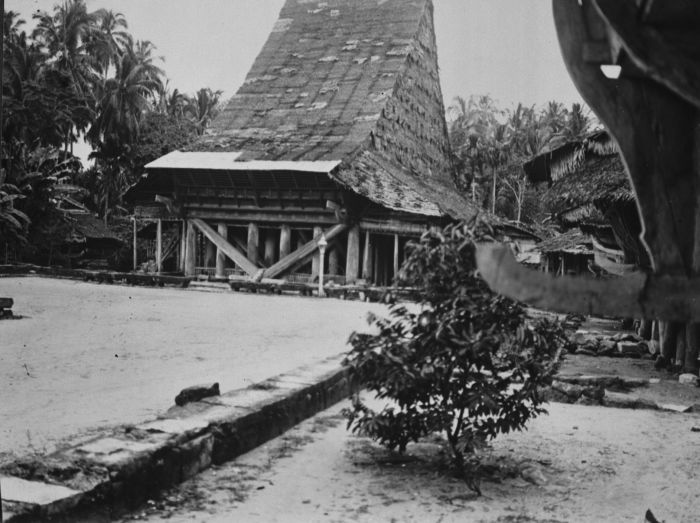
Barujulasar - casa do conselho na ilha Telo (1922)

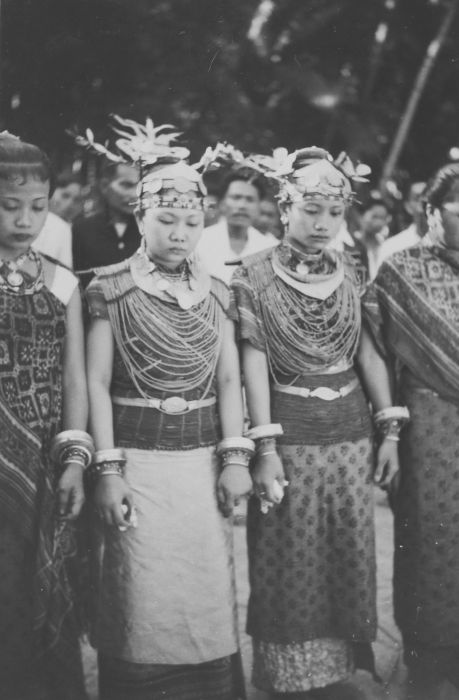
Noiva (1938)

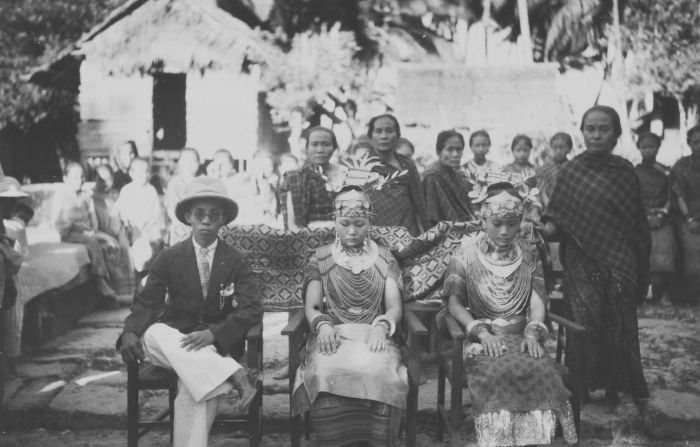
Casamento nas ilhas Batu (1938)

As ilhas Batu são um arquipélago da Indonésia, localizado no Oceano Índico, ao largo da costa ocidental de Samatra, entre Siberut e Nias. As três principais ilhas, aproximadamente do mesmo tamanho, são Pini, Tanahmasa, e Tanahbala. Há quarenta e oito ilhas menores, das quais menos de metade são habitadas. As ilhas fazem parte da província de Samatra Norte. Nas línguas indonésia e malaio Batu significa pedra ou rocha.
Os habitantes da ilhas Batu tiveram interacção substancial com as populações de Nias, a norte. As ilhas foram ocasionalmente destino para os escravos que fugiam de Nias e, na última década, tornaram-se um destino de surf para as pessoas de Padang, na Samatra.
A linha do equador passa através do arquipélago, a norte de Tanahmasa e a sul de Pini.